# Калинин, Анатолий Вениаминович
Анато́лий Вениами́нович Кали́нин (9 (22) августа 1916 — 12 июня 2008) — советский писатель, поэт и драматург, публицист.

## Биография
Родился 9 августа (22 августа) 1916 года в станице Каменской (ныне город Каменск-Шахтинский Ростовской области) в семье учителя, происходившего из донских казаков.
После школы учился в техникуме, с 1932 года работал журналистом. Первый роман «Курганы» (1941) написал под влиянием «Поднятой целины» М. А. Шолохова. Фронтовой корреспондент «Комсомольской правды» (1941—1945), член СП СССР (1945), майор (1942). Член ВКП(б)/КПСС с 1946 года.
Анатолий Калинин поддерживал молодых донских поэтов — Бориса Примерова, Бориса Куликова и других, некоторым из них он, можно сказать, дал «путёвку в жизнь». Одним из первых он откликнулся на публикацию стихов И. Е. Ковалевского, сложенных им в плену у нацистов. Также ему принадлежат статьи о творчестве донских писателей А. А. Бахарева, М. А. Никулина и других.
Депутат ВС РСФСР. После распада СССР вступил в КПРФ и оставался в её рядах до конца жизни.
А. В. Калинин умер 12 июня 2008 года на хуторе Пухляковском Ростовской области. Похоронен там же, во дворе своего собственного дома.
100-летие со дня рождения писателя широко отмечалось на Дону.

Бюст писателя в Ростове-на-Дону

В городе Ростове-на-Дону на улице Пушкинской установлен бюст писателя.
Творческое наследие писателя сохраняется и распространяется Благотворительным фондом имени писателя Анатолия Калинина, созданным в 2016 году. Президент фонда —  Калинина Наталья Анатольевна.

## Произведения

### Романы
- «Курганы» (1938—1939)
- «Красное знамя» (1951) (объединённые повести «На юге» (1944) и «Товарищи» (1945)), позже был ещё раз переработан в роман «Любя и враждуя» (1994))
- «Суровое поле» (1958)
- «Цыган» (1960—1974, последняя редакция — 1992)
- «Запретная зона» (1962)

### Повести
- «Эхо войны» (1963)
- «Гремите, колокола!» (1966)
- «Возврата нет» (1971)

### Пьеса
- «Тихие вербы» (1947)

### Поэмы
- «В саду Саида»
- «Странный конокрад» (послесловие к роману «Цыган»)
- «И вешних крыльев плеск»
- «Эркут»

### Очерки
- «Неумирающие корни» (1949)
- «На среднем уровне» (1954)
- «Идущие впереди» (1958)
- «Лунные ночи» (1960)
- «Гранатовый сок» (1968)
- «Вёшенское лето» (1964)
- «Время „Тихого Дона“» (1975)
- «Две тетради» (1979)

## Экранизации
- 1967 — Цыган
- 1973 — Возврата нет
- 1979 — Цыган
- 1986 — Возвращение Будулая
- 1993 — Цыганский остров («Будулай, которого не ждут» — киновариант)
- 1994 — Будулай, которого не ждут («Цыганский остров» — ТВ)

## Либретто оперы
- «Цыган (недоступная ссылка)» — опера в двух актах, четырёх картинах, 2005.

## Награды
- орден Ленина
- орден Октябрьской революции
- орден Трудового Красного Знамени
- орден Отечественной войны I степени (29.01.1945[5])
- орден Отечественной войны II степени (06.04.1985[6])
- орден Красной Звезды (29.04.1943[7])
- орден Дружбы народов
- медаль «За оборону Кавказа»
- медаль «За победу над Германией в Великой Отечественной войне 1941-1945 гг.»
- Государственная премия РСФСР имени М. Горького (1973) — за повести «Эхо войны» (1963) и «Возврата нет» (1971)
- Благодарность Министра культуры и массовых коммуникаций Российской Федерации (21.08.2006) — за многолетний плодотворный труд, значительный вклад в развитие отечественной литературы, патриотическое воспитание подрастающего поколения и в связи с 90-летием со дня рождения[8].